# Nannobrachium ritteri
Nannobrachium ritteri és una espècie de peix de la família dels mictòfids i de l'ordre dels mictofiformes.

## Morfologia
- Els mascles poden assolir 12 cm de longitud total.
- Nombre de vèrtebres: 36-38.[4][5]

## Reproducció
És ovípar amb larves i ous planctònics.

## Alimentació
Els adults mengen Sagitta, peixets, copèpodes i eufausiacis.

## Depredadors
Als Estats Units és depredat per Thunnus alalunga i Sebastes entomelas.

## Hàbitat
És un peix marí i d'aigües profundes que viu entre 20-1.095 m de fondària.

## Distribució geogràfica
Es troba al nord-est del Pacífic: des de la Colúmbia Britànica (Canadà) fins a la Península de Baixa Califòrnia (Mèxic).